# Tutor (rilevatore di velocità)

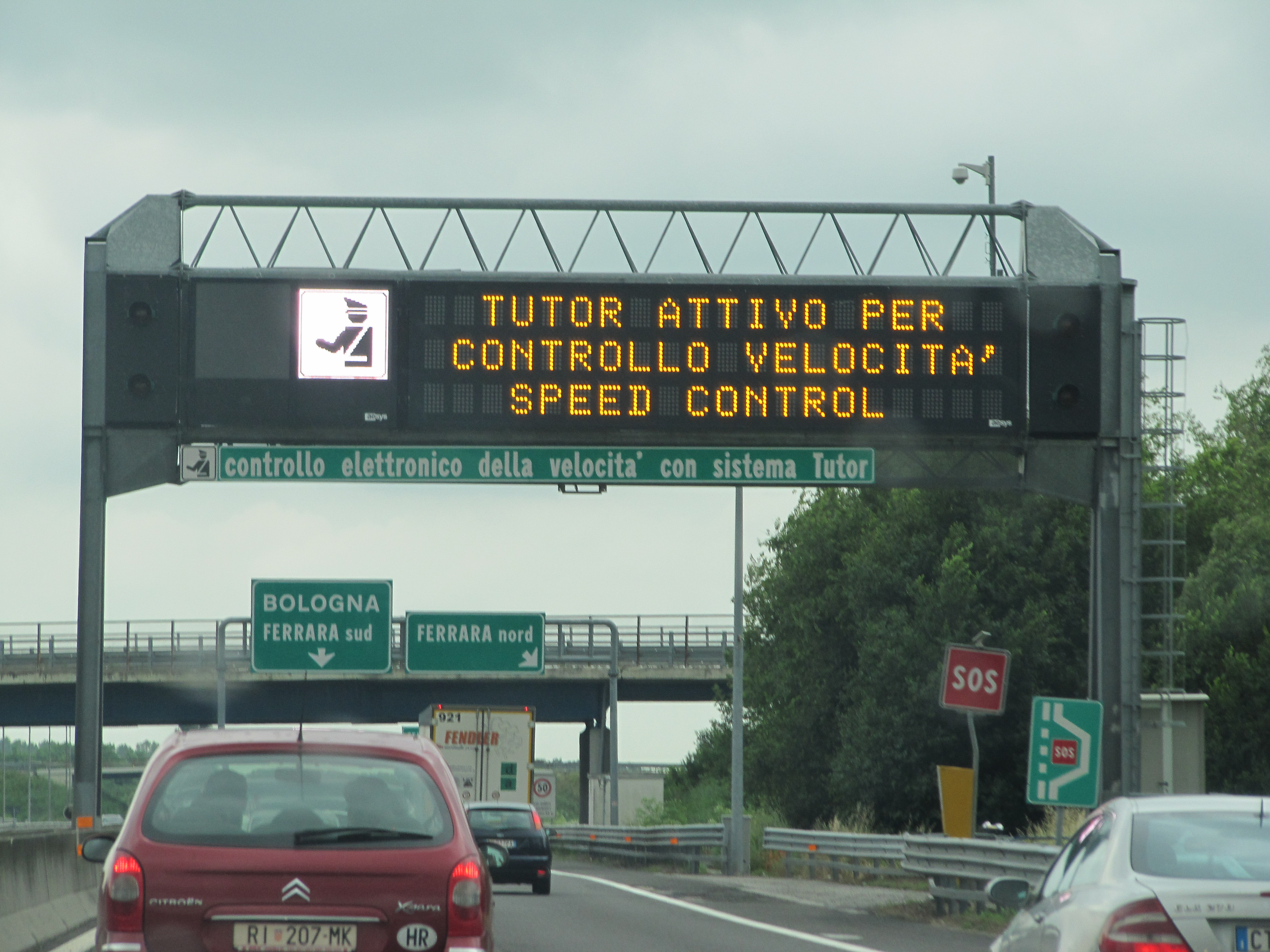
Telecamere per la rilevazione della velocità media sulla A13 Bologna-Padova.

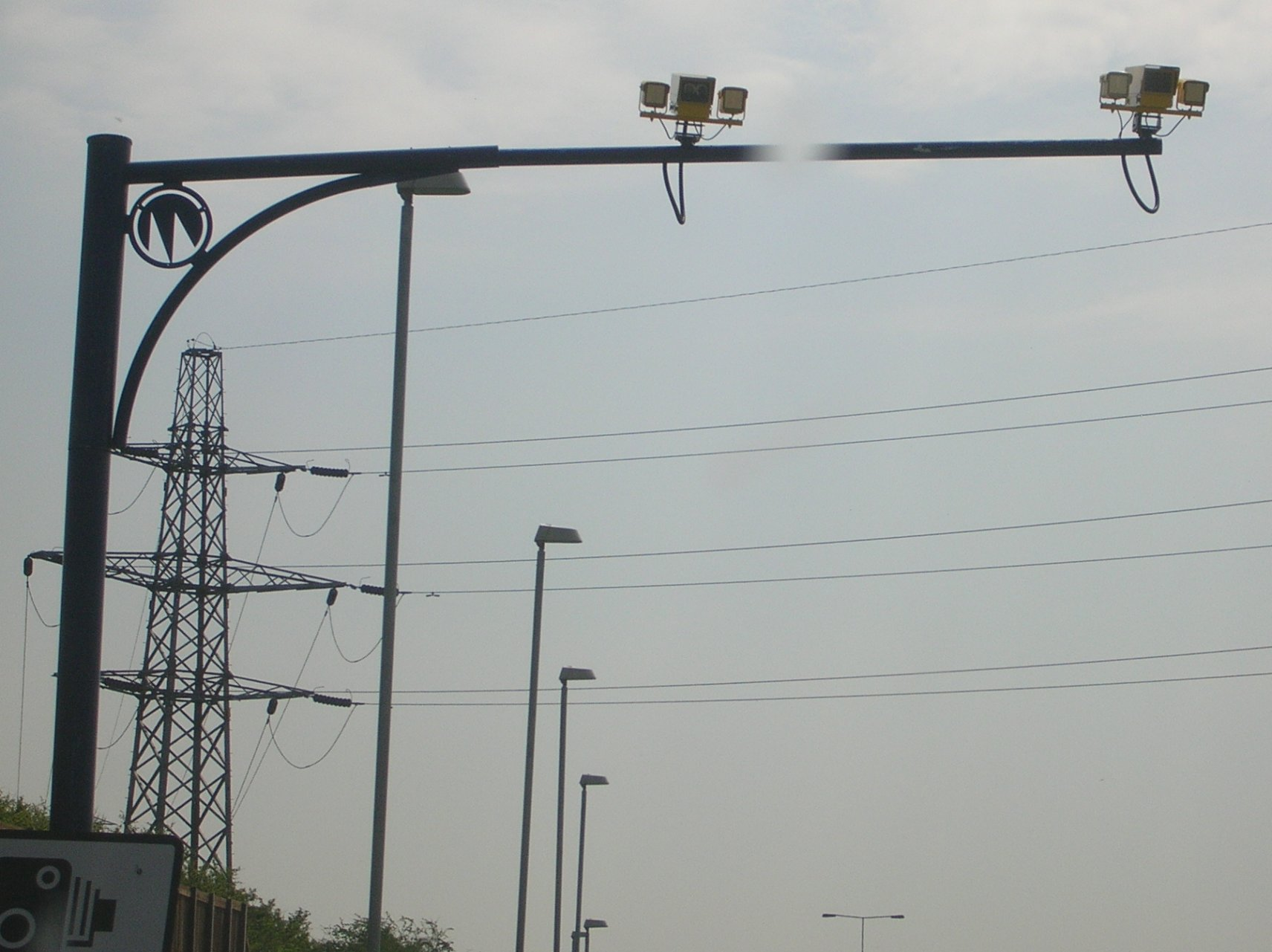
Telecamere per la rilevazione della velocità media sulla Motorway M1, Londra - Leeds.

Segnale di preavviso sulle autostrade italiane della presenza del Safety Tutor.

Il SICVE, o Sistema informativo per il controllo della velocità, detto anche Safety tutor oppure semplicemente Tutor, è un sistema per la misurazione della velocità media dei veicoli introdotto in Italia nel 2004 inizialmente su alcuni tratti della rete autostradale di Autostrade per l'Italia e sue controllate.
Dal 2012 è attivo, su alcune strade di competenza dell'Anas, un sistema simile denominato Vergilius, il quale permette di misurare, oltre la velocità media, anche la velocità istantanea.
Sistemi analoghi sono oggi presenti in numerosi tratti stradali di varie tipologie.

## Storia
I primi sistemi di questo genere sono stati inventati in Svizzera per l'esigenza di monitorare il traffico all'interno delle gallerie stradali: il computer rilevava le targhe delle auto in entrata per poi confrontarle con le targhe di quelle uscenti al fine di stabilire se vi fossero incidenti o veicoli fermi nel tunnel, metodo che eliminava la necessità di installare una fitta serie di telecamere all'interno, risparmiando notevolmente sui costi.
Risultò evidente fin da subito che era possibile calcolare con estrema precisione la velocità media dei veicoli semplicemente misurando il tempo intercorso tra il momento in cui un veicolo entrava nel tunnel e quello in cui ne usciva e dividendo la lunghezza del tunnel per il tempo impiegato a percorrerlo, potendo quindi sanzionare chi non rispettava i limiti di velocità in vigore.
A un anno dalla sua introduzione in Italia (avvenuta il 23 dicembre 2005), sono stati riscontrati importanti benefici nella riduzione dell'incidentalità (−22%). Nel primo anno di utilizzo, nei tratti in cui è installato il dispositivo il tasso di mortalità è diminuito del 50% e quello relativo ai feriti del 34%.
Il 17 febbraio 2006 la società Craft srl di Greve in Chianti ha avviato una causa per contraffazione del proprio brevetto, per il controllo della velocità media dei veicoli su strade e autostrade, contro Autostrade per l'Italia SpA.
Nel luglio 2012 è entrato in funzione un sistema quasi identico denominato Vergilius, per la misurazione della velocità media e istantanea sulle strade statali e autostrade di competenza dell'Anas.
Nel 2014 il Tutor è installato sul 40% delle autostrade (per un totale di circa 2500 km di strada).
A causa dell'alto numero di sanzioni, i cui verbali vengono comunque redatti manualmente dal personale delle forze dell'ordine e non in maniera automatica, il sistema è effettivamente attivo nei vari tratti solo per poche ore al giorno (in media 4 o 5 su 24), per permettere la gestione di un numero comunque notevole di verbali.
Il 10 aprile 2018 la Corte d'Appello di Roma ha condannato Autostrade per l'Italia e Anas alla rimozione totale del Tutor e del Vergilius dalle strade di loro competenza per violazione di brevetto.
Il 25 luglio 2018 i Tutor vengono riattivati in via sperimentale su 30 tratte autostradali, equipaggiate con una nuova versione denominata SICVE-PM, dove PM sta per "Plate Matching", una nuova tecnologia in grado di confrontare non la sola targa (elemento che nel sistema precedente aveva determinato la violazione di brevetto) ma l'intera immagine del veicolo, considerando anche altri tratti distintivi che consentano di identificarlo in maniera univoca. In questo modo il controllo di velocità media è stato gradualmente ri-esteso all'intera rete precedentemente coperta, con la sola modifica del software di gestione. 
Il 16 luglio 2019 la Corte di Cassazione ha giudicato infondati i motivi con cui la Corte d'Appello aveva disposto il blocco del vecchio sistema Tutor. Contestualmente, tornano funzionanti i Vergilius con la stessa modalità del Tutor.
Nel maggio del 2025 la Corte di Cassazione ha decretato che la Società Autostrade per l'Italia non è proprietaria del software Tutor, il cui diritto alla proprietà è stato riconosciuto all'imprenditore di Latina Alessandro Patanè.

## Caratteristiche e funzionamento
Il Tutor è costituito a tutti gli effetti da una serie di postazioni simili ad un Autovelox (minimo 2, un portale di entrata e uno di uscita); a differenza degli Autovelox, che misurano la velocità istantanea dei veicoli al passaggio in un punto esatto della sezione stradale, il Tutor è omologato ed autorizzato solamente per misurare la velocità media di un veicolo che percorre un tratto di strada compreso tra due stazioni di rilevamento lontane anche diversi chilometri, in modo da fornire una misura attendibile e incontestabile per rilevare le infrazioni e sanzionare solo chi si mantiene a lungo oltre i limiti e non chi li supera solo per brevi tratti, ad esempio per sorpassare.
Solo in casi eccezionali, come presenza di cantieri o traffico intenso, il sistema può essere utilizzato per misurare e sanzionare anche la velocità istantanea dei veicoli; diverse sono state le contestazioni relative a sanzioni casi in cui gli apparecchi del sistema sono stati utilizzati per la rilevazione di valori eccessivi di velocità istantanea. In particolare il giudice di pace di Viterbo, con sentenza n. 3641 del 15 ottobre 2008, ha annullato un verbale, stabilendo che non fossero decurtabili i punti dalla patente e non dovuta la sanzione pecuniaria, per difetto di precisazione normativa.
Per ogni tre infrazioni commesse dallo stesso veicolo lungo un tratto stradale in cui è attivo uno stesso sistema Tutor (minimamente composto da una stazione di rilevazione detta 'entrata' e da una stazione detta 'uscita'), il computer seleziona per la sanzione l'infrazione più grave; se invece l'eccesso di velocità perdura tanto a lungo da coprire più tratte diverse sorvegliate da diversi sistemi Tutor è possibile essere sanzionati per più di una infrazione.
In corrispondenza di ogni tratta su cui è presente il sistema Tutor deve essere installata un'apposita segnaletica di preavviso, tuttavia la Corte di Cassazione con l'Ordinanza n. 19377 del 15 luglio 2024 ha stabilito che è sufficiente segnalare genericamente la presenza di un controllo elettronico della velocità, senza la necessità di specificare il tipo di dispositivo utilizzato – Tutor (velocità media) o autovelox (velocità istantanea).

## Copertura del territorio
Sul sito di Autostrade per l'Italia è disponibile un elenco delle zone in cui è installato il Tutor, con relativo chilometraggio.